# John Trickey
John Trickey (...) è un ex tennista e allenatore di tennis australiano.

## Carriera
Ottenne il suo best ranking in singolare il 2 luglio 1977 con la 253ª posizione del ranking ATP.
Dal 1998 al 2003 è stato allenatore della nazionale femminile australiana.